# Unión de Iglesias Cristianas Bautistas en Rumania
La Unión de Iglesias Cristianas Bautistas en Rumania (en rumano: Uniunea Bisericilor Creștin Baptiste din România) es una asociación cristiana evangélica de iglesias bautistas que tiene su sede en Bucarest, Rumania. Ella está afiliada a la Romanian Evangelical Alliance y a la Alianza Bautista Mundial.

## Historia
La Unión tiene sus orígenes en el establecimiento de la primera iglesia bautista en Bucarest por el misionero alemán Karl Scharschmidt en 1856. En 1912, se estableció la primera iglesia de habla rumana en Bucarest. En 1920, la Unión fue fundada oficialmente por iglesias bautistas. Según un censo de la asociación, en 2023 dijo que tenía 1,697 iglesias y 83,853 miembros.

## Escuelas

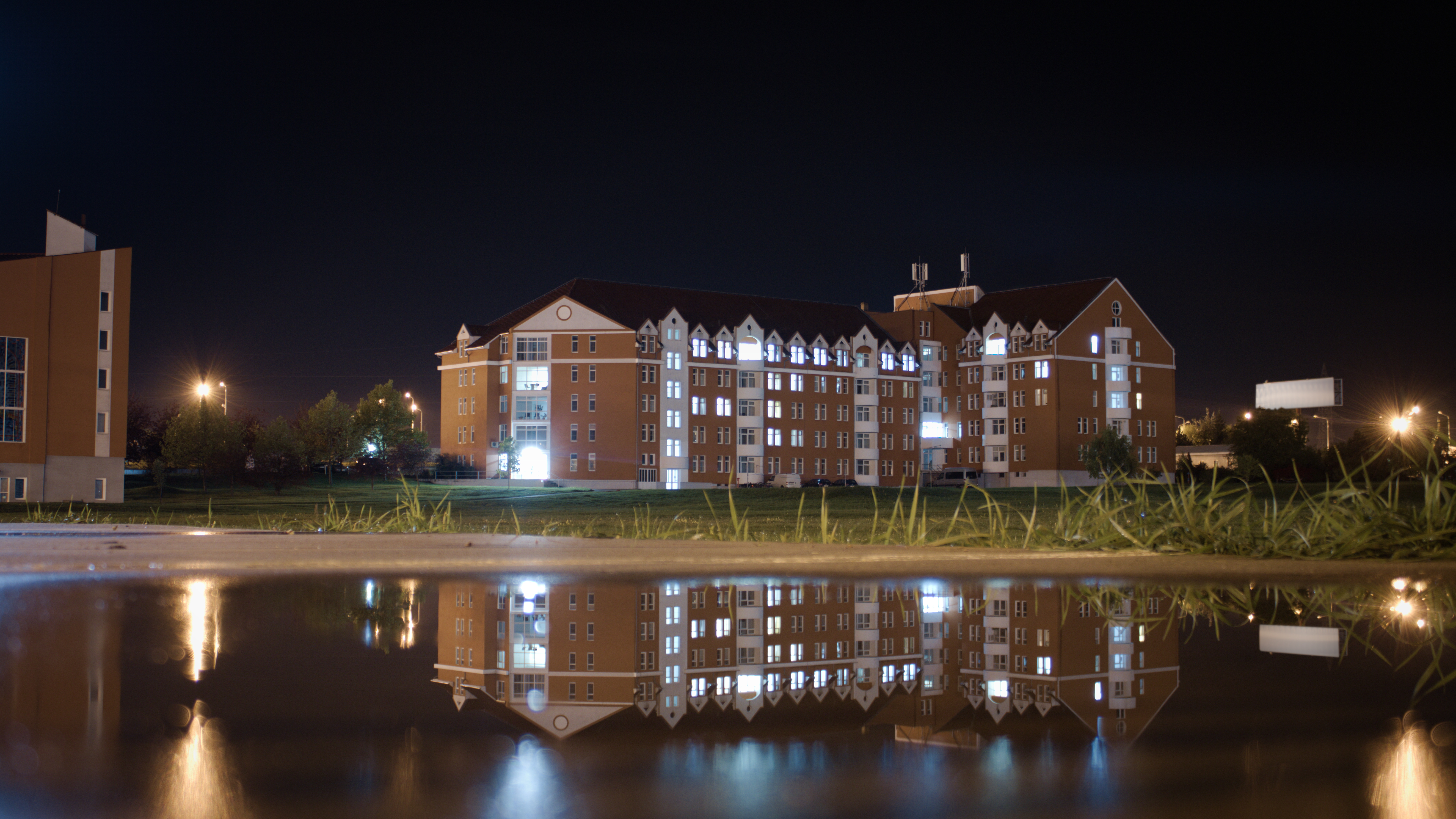
Campus de la Universidad Emmanuel de Oradea en Oradea.

En 1921, fundó el Instituto Teológico Bautista de Bucarest, que se convertiría en la Facultad de Teología Bautista, afiliada a la Universidad de Bucarest.
La Unión es socio de la Universidad Emmanuel de Oradea fundada en 1990 por una iglesia miembro.